# Герард Рейнст
Герард Рейнст (нід. Gerard Reynst); 1560-ті — 7 грудня 1615) — другий генерал-губернатор Голландської Ост-Індії.

## Біографія
Відомо, що Герард Рейнст народився в Амстердамі, в родині Пітера Рейнста. миловара (приблизно 1510–1574) і Трайн Сівертс, в середині XVI століття. В 1588 році він одружився з Маргріт Нікке і купив будинок в Амстердамі. В 1599 році він, як купець і власник корабля, став співзасновником і управляючим Nieuwe або Brabantsche Compagnie В 1602 році вона об'єдналася з іншими компаніями в Голландську Ост-Індійську компанію.
В 1613 році на прохання керівництва компанії (так званих сімнадцяти панів, нід. Heeren XVII), він став генерал-губернатором Голландської Ост-Індії і відправився туди з 9 кораблями. Подорож тривала 18 місяців, і по прибутті він заступив на посаду. Дорогою він відправив один із своїх кораблів до Червоного моря, щоб зав'язати торгові відносини з арабами. В травні 1605 року він розпочав експедицію на острови Банда. Вона виявилась невдалою, і Герард Рейнст помер від дизентерії, пробувши на посаді трохи більше року. На посаді він не встиг особливо нічим відзначитись.
У Гаазі є вулиця, названа на його честь (Gerard Reijnststraat).

## Дв.також
- Список губернаторів Нідерландської Ост-Індії